# FBK 카우나스

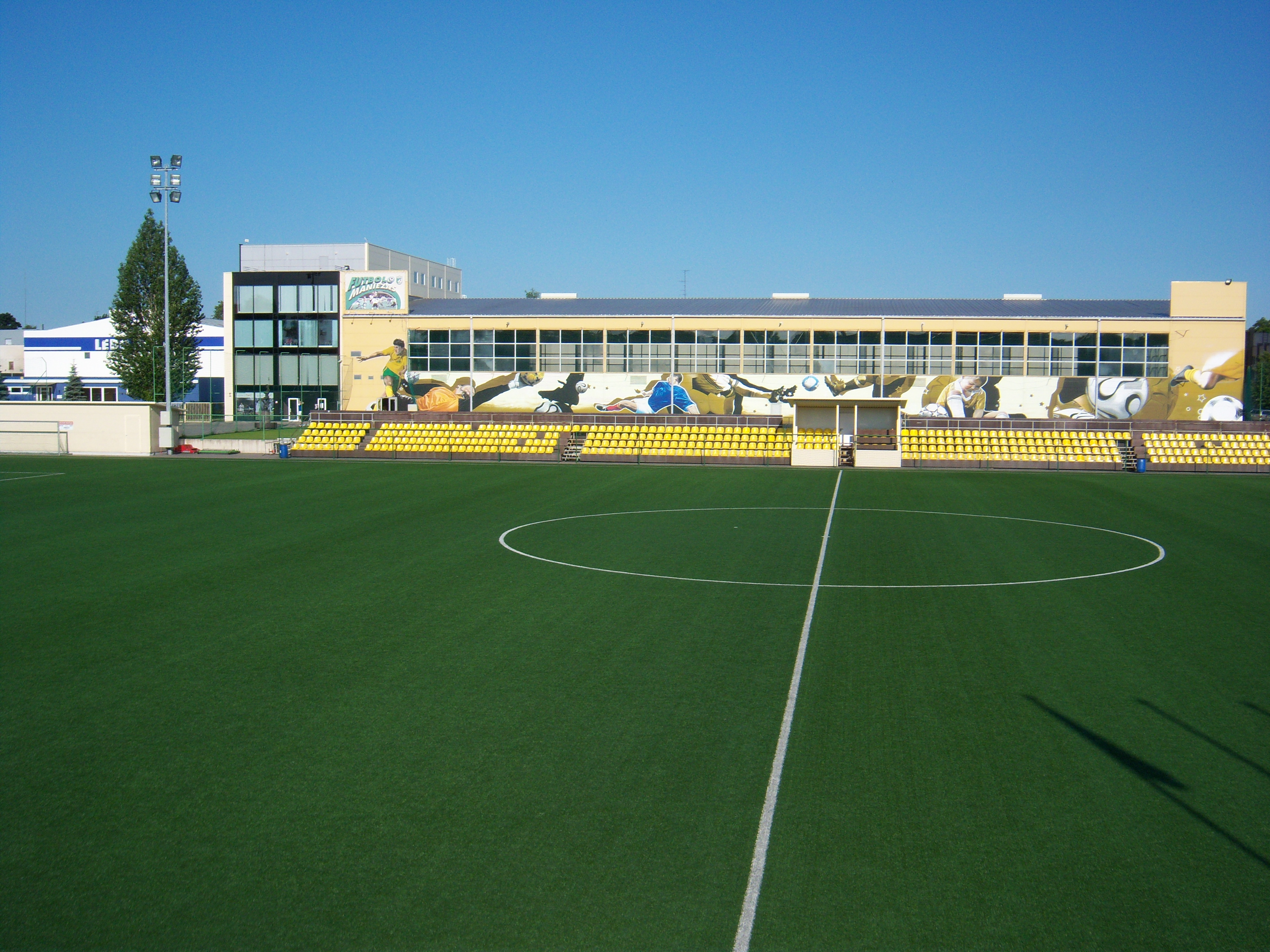

FBK 카우나스(리투아니아어: Kauno futbolo beisbolo klubas)는 리투아니아의 축구 클럽팀으로, 리투아니아 제2의 도시인 카우나스를 연고지로 하고 있다. 현재는 리투아니아 최상위리그인 A 리가에서 활동 중이다.

## 역사
원래 1960년에 반자 카우나스(Banga Kaunas)로 창단되었다. 그 후 리투아니아가 독립하면서 클럽 역시 재조직되었다. 1993년에 반자 카우나스는 FBK 카우나스로 명칭을 바꾸고 야구팀을 추가로 만들었다.(나중에 BK 리투아니아 카우나스로 분리됨) FBK 카우나스는 UKIO 은행의 후원을 받고 있었는데, 이 은행은 블라디미르 로마노프(Vladimir Romanov)가 대주주로 있었다. 2005년 10월에 로마노프는 스코틀랜드 프리미어리그의 허트 오브 미들로디언의 대주주가 되었다. 이때부터 그는 허츠팀에 카우나스 선수들을 임대하는 방식을 통해 전력을 강화하였다.

## 역대 성적
- 리투아니아 A 리가

우승 (8) : 1999, 2000, 2001, 2002, 2003, 2004, 2006, 2007
준우승 (1) : 2005
- 리투아니아 컵

우승 (3) : 2002, 2004, 2005
준우승 (2) : 1998, 1999